# Strongylura senegalensis
Aiguillette sénégalaise
Espèce
Statut de conservation UICN

 LC  : Préoccupation mineure
Strongylura senegalensis, l’Aiguillette sénégalaise, est une espèce de poissons marins et estuariens de la famille des Belonidae.

## Description
Le guide FAO des espèces de l'Atlantique est donne la description suivante (traduite de l'anglais) :

« Corps allongé, arrondi en section transversale. Mâchoires supérieure et inférieure très allongées et garnies de dents acérées. Les branchiospines sont absentes. Parties antérieures des nageoires dorsale et anale ne formant pas de lobes proéminents ; rayons de la nageoire dorsale 13 à 16 ; rayons de la nageoire anale 14 à 18 ; nageoire pectorale non falciforme ; rayons de la nageoire pectorale 10 à 12, généralement 11. Pédoncule caudal sans carènes latérales ; nageoire caudale échancrée, non profondément fourchue. Écailles prédorsales (devant la nageoire dorsale) 113 à 137, en moyenne 125. Nombre total de vertèbres 62 à 67. Couleur : vert bleuté sur le dessus, argenté sur le dessous. Une bande bleue foncée bien visible sur les côtés. »

La taille maximale peut atteindre environ 150 cm, mais la taille habituelle est le plus souvent autour de 60 cm, queue non comprise.

## Répartition
Ce taxon est endémique de l'Atlantique est et se rencontre dans les pays suivants : Angola, Bénin, Cameroun, Côte d'Ivoire, Gabon, Gambie, Ghana, Guinée équatoriale, Guinée-Bissau, Guinée, Liberia, Mauritanie, Namibie, Nigeria, République du Congo, République démocratique du Congo, Sao Tomé-et-Principe, Sierra Leone, Sénégal, Togo.

## Habitat
Cette espèce fréquente les zones côtières de faible profondeur ainsi que les estuaires et les lagunes côtières saumâtres d'Afrique de l'Ouest et a été rencontrée en zone dulçaquicole dans le fleuve Gambie mais aussi dans l'estuaire sursalé du delta du Saloum.
Pour toutes les espèces d'aiguilles de mer du genre Strongylura, il existe une relation claire entre la température et les limites de distribution les plus septentrionales et les plus méridionales.

## Biologie
L'aiguillette sénégalaise est classée « Em » (espèce estuarienne d'origine marine) dans la classification écologique d'Albaret pour les espèces de poissons des milieux estuariens et lagunaires d'Afrique de l'Ouest. Cela correspond à une espèce marine généralement très abondante dans les estuaires et lagunes, pouvant s'y reproduire, et présentant une distribution lagunaire vaste et permanente et une euryhalinité très forte.
Strongylura senegalensis est associé à deux formes de copépodes parasites :
- Parabomolochus bellones Burmeister, 1835[8] (parasite marin) ;
- Ergasilus inflatipes Cressey in Cressey & Collette, 1970[9] (parasite d'eau douce) qui ne se rencontrent que très rarement sur le même individu[9].

## Reproduction
La reproduction chez cette espèce, comme celle de l'ensemble des Belonidae, est toujours mal connue. Les espèces de cette famille produisent en général des œufs démersaux qui ne se retrouvent près de la surface que lorsqu'ils sont accrochés à des objets flottants. Les œufs sont en effet pourvus de vrilles enchevêtrées qui font office d'ancrage entre œufs ou sur divers objets.

## Alimentation
Strongylura senegalensis est un prédateur de deuxième niveau à dominante piscivore.

## Pêche
L'aiguillette sénégalaise n'est pas ciblée par les pêcheries et est d'une importance économique mineure. Bien qu'elle dispose d'un identificateur alpha-3 spécifique (SZW) et d'un code taxonomique (147001001202) propres, il n'existe pas de données de captures séparées pour S. senegalensis dans la base de données FIGIS de la FAO sur les captures des pêches mondiales. Seule y apparaît, à partir de 1987, l'entrée « Needlefishes, etc. nei » qui représente l'ensemble des Belonidae. Elle est répertoriée parmi les ressources aquatiques du Sénégal et dans les fiches FAO d'identification des espèces à des fins de pêche (zones 34 et 47 de l'Atlantique Centre-Est). Elle fait l'objet d'une dénomination commerciale dans l'Union Européenne pour la Belgique sous les noms d'orphie en français et geep en flamand. Les méthodes de capture répertoriées pour cette espèce sont la pêche au lancer ou la pêche à la traîne avec des leurres de surface ou en sub-surface, ainsi que les sennes tournantes ou les chaluts.
L'espèce est le plus souvent consommée fraîche mais peut également être parfois fumée avec une qualité sanitaire médiocre due à la présence de staphylocoques ce qui indique un faible niveau d'hygiène pendant le processus de fumage.

## Protection
Strongylura senegalensis est une espèce commune, de faible intérêt commercial, qui a été évaluée pour la Liste rouge de l'UICN des espèces menacées en 2012. L'espèce était alors classée dans la catégorie "Préoccupation mineure" et la révision de 2016, a maintenu ce classement. En 2023 aucune mesure de conservation n'est mise en place pour cette espèce. Cette espèce a été trouvée au moins dans deux aires marines protégées (l'AMP de Bamboung au Sénégal et le Parc National d'Akanda au Gabon).

## Systématique
Les belonidae sont une famille qui comprend 10 genres et 47 espèces, dont 10 pour le genre Strongylura. Le nom valide complet (avec auteur) de ce taxon est Strongylura senegalensis (Valenciennes, 1846).
L'espèce a été initialement classée dans le genre Belone sous le protonyme Belone senegalensis Valenciennes, 1846.
L'espèce S. senegalensis est associée au groupe d'espèces représenté par Strongylura marina qui est supposé être un groupe monophylétique et qui contient quatre espèces de l'Atlantique Ouest, deux du Pacifique et cette seule espèce de l'Atlantique Est, qui serait le membre basal du groupe. Au sein de ce groupe d'espèces, la relation interspécifique la plus étroite est amphi-Atlantique, entre S. timucu et S. senegalensis.
Strongylura senegalensis a pour synonymes :
- Belone capensis Günther, 1866
- Belone senegalensis Valenciennes, 1846

## Étymologie
Le nom de genre Strongylura van Hasselt 1824 vient du grec strongylos (στρόγγυλος), « rond » et oura (ουρά), « queue », allusion non expliquée mais faisant probablement référence à la tache ronde visible sur la queue de Belone (maintenant Strongylura).
Le nom d'espèce, senegalensis, fait référence au Sénégal, pays dont le type est originaire.